# بافلوفو
بافلوفو (بالروسية: Павлово) هي إحدى مدن روسيا في الكيان الفدرالي الروسي نيزني نوفغورود أوبلاست.

## أعلام
- أليكسي فافورسكي